# Гуаданини, Иван Александрович
Ива́н Алекса́ндрович Гуадани́ни (1844—1911) — земский деятель, Тамбовский городской голова, член III Государственной думы от Тамбовской губернии.

## Биография
Дворянин, потомок знаменитого кремонского рода скрипичных мастеров Гуаданини родился в 1844 году.
Окончив Тамбовскую губернскую гимназию, поступил в Московский университет, но, проучившись один год, перевёлся на юридический факультет Санкт-Петербургского университета и в 1870 году окончил его кандидатом прав. Служил в Санкт-Петербургском окружном суде мировым судьёй, затем перебрался в Борисоглебский уезд Тамбовской губернии, где был избран участковым мировым судьёй, позднее — почётный мировой судья по Борисоглебскому уезду (до 1878 года). С 1872 года — гласный Борисоглебского уездного земства, с 1875 — гласный Тамбовского губернского земства, с 1884 — гласный Тамбовской городской думы. Кадет В. И. Вернадский в это время (10.12.1894) называет гласного Гуаданини «действовавшим на почве „благонадежности“».
Кроме этого, с 1880 года был попечителем Александровской гимназии в Борисоглебске.
В 1889—1892 и 1897—1901 годах — Тамбовский городской голова.
Способствовал строительству железнодорожной дороги Тамбов — Камышин. При его участии были открыты два женских и мужское начальные училища. При нём Тамбовская городская дума приобрела в собственность электростанцию и городскую телефонную станцию, при нём же было начато строительство второй ветки городского водопровода и проектирование плана электрического освещения улиц и движения трамвая в Тамбове.
Был членом Общества народных чтений, активным членом «Тамбовского общества правильной рыбной ловли», созданного в марте 1891 года. В 1903 году входил в дирекцию Тамбовского музыкального училища. С 20 января 1902 года состоял членом-сотрудником Тамбовского отдела Императорского Православного Палестинского общества.
В 1880 году — коллежский асессор. В июне 1892 года назначен корреспондентом Главного Управления Государственного Коннозаводства по Тамбовской губернии; 14 мая 1896 года он был произведён в действительные статские советники.
Хозяин конного завода в селе Бабино Борисоглебского уезда. (Зимой 1905 году орловский рысак Ландыш из завода Гуадинини был рекордистом на дистанции в 1.5 версты). Владел в Борисоглебском и Тамбовском уездах более чем 2500 десятинами. В Тамбове имел собственный дом. Владелец дачи и именья (1251 десятина) на Черноморском побережье в окрестностях Сочи (район Лазаревского, посёлок Совет-Квадже, ныне санаторий «Юг»).
25 октября 1907 избран в Государственную думу III созыва от общего состава выборщиков Тамбовского губернского избирательного собрания. Входил во фракцию Союза 17 октября. Состоял членом комиссии по государственной обороне, комиссии по запросам, распорядительной и бюджетной комиссий.
Умер 12 декабря 1911 года[по какому календарю?].

## Семья
Жена — Людмила Михайловна Гуаданини
- Сын Юрий (Георгий[12]; 1870—1911)[13] женат на Вере Евгеньевне Артыновой[14][15] (1879 — 22 ноября 1968[16]). Во втором браке она вышла замуж за Владимира Фёдоровича Кокошкина (1874—11 ноября 1926[16][17]), юриста, брата известного кадета Ф. Ф. Кокошкина[1].
  - Внучка Ирина Юрьевна[1][18] (8(21) мая 1905 — 4 ноября 1976[19]) — эмигрантская поэтесса второго ряда, в кратком браке с подполковником Петром Васильевичем Малаховым (1895—1982[20][21]) из Бельгийского Конго[22], в 1937 году возлюбленная писателя В. В. Набокова, описала отношения с ним в рассказе «Туннель»[23] («Современник» (Торонто) 1961 № 3[24]), машинистка на радиостанции «Свобода», выпустила книгу стихов «Письма» (Мюнхен, 1962)[19]
  - Внук Леонид Юрьевич (1907—?)[1].
- Дочь — Нина Ивановна Гуаданини (1891—1956). Замужем за Эрастом Петровичем Шуберским (1880—1932/3, Любляна), пасынком В. К. Анрепа, а после его смерти вышла замуж за А. Д. Билимовича.[25]

Во втором браке — две дочери: Виктория и Антонина.  Антонина Ивановна вышла замуж за Дмитрия Васильевича Шульгина (1905—1999), сына В. В. Шульгина.  Их сын — Василий Дмитриевич Шульгин  (род. 1942).